# 4192 Breysacher
4192 Breysacher este un asteroid din centura principală, descoperit pe 28 februarie 1981 de Sanctis. Debehogne.